# Dionisi de Sinope
Dionisi de Sinope (en grec antic: Διονύσιος, llatí: Dionysius) fou un poeta còmic atenès de la comèdia mitjana, probablement més jove que Arquèstrat, segons que es pot deduir dels fragments conservats de les seves obres, i contemporani de Nicòstrat, el fill d'Aristòfanes. Així doncs, va viure quan es va consolidar la sobirania del regne de Macedònia sobre Grècia, i hauria mort cap a l'any 338 aC.
Els títols de les seves obres són conegudes principalment gràcies a Ateneu de Nàucratis: 
- Ἀκοντιζόμενος (Acontizómenos, 'el que fereix')
- Θεσμοφόρος (Thesmóphoros 'el Tesmòfor')
- Ὁμώνυμοι (Omónymoi)
- Λιμός (Limós 'gana')
- Σώζουσα o Σώτειρα (Sótzousa o Sóteira 'la salvadora').[1]